# جو وردیر

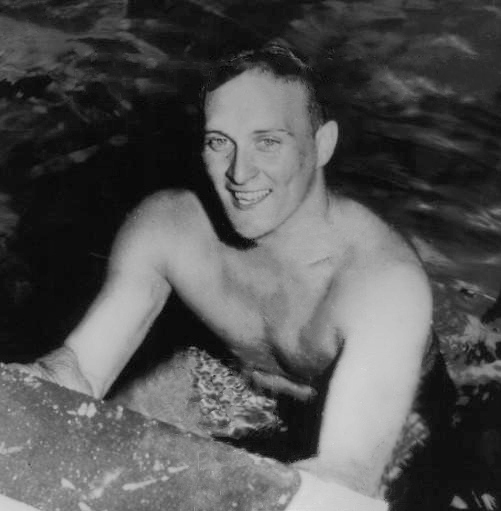
جو وردیر - ۱۹۴۹

جو وردیر (به انگلیسی: Joe Verdeur) (زادهٔ ۷ مارس ۱۹۲۶) شناگر اهل ایالات متحده آمریکا است.